# Jandaia (kommun i Brasilien)
Jandaia är en kommun i Brasilien.   Den ligger i delstaten Goiás, i den centrala delen av landet, 280 km sydväst om huvudstaden Brasília. Antalet invånare är 6 164.
Omgivningarna runt Jandaia är en mosaik av jordbruksmark och naturlig växtlighet. Runt Jandaia är det mycket glesbefolkat, med 7 invånare per kvadratkilometer.